# Óangol nyelv
Az angol nyelv történetében három fő korszakot különböztetünk meg: az óangol (Old English), a középangol (Middle English) és a modern angol (Modern English) idejét. Az óangol nyelv (vagy angolszász, saját nevén Ænglisc, ejtsd englis) az angol nyelvnek egy korai formája, amit a mai Anglia és Dél-Skócia területén beszéltek, az 5. század közepétől a 11. század közepéig. Nyugati germán nyelv, tehát közeli rokona az ófríznek és az ószásznak. Jelentős hatás érte az óészaki nyelvből, ami a szintén rokon északi germán nyelvek közé tartozik. Mivel az angolt a normann hódítás (1066) után az ófrancián keresztül óriási latin hatás érte, az óangoltól a mai szinte felismerhetetlenül eltávolodott. Az angolnak ezt a régebbi nyelvállapotát mindenesetre lelkes rajongói ma is művelik, Wikipédiának is van óangol változata.

## Története
Az óangol nyelv nem volt változatlan, hiszen mintegy 700 éven keresztül használták: az angolszász vándorlástól kezdve, aminek nyomán az ötödik században létrejött Anglia, egészen az 1066-os normann invázió után egy jó ideig, amikor a nyelv jelentős és drámai átalakuláson ment keresztül. Ebben a korai időszakban egyes vonásokat magába olvasztott azokból a nyelvekből, amelyekkel kapcsolatba került, mint például a kelta nyelvekből és az óészaki két dialektusából, az országba betörő vikingek nyelvéből, akik Észak-és Kelet-Anglia nagy területeit (az úgynevezett Danelaw-t) elfoglalták és uralták.

### Germán eredet

Az óangol rúnák, a Futhark (Fuþorc) ábécéje.

Az óangol nyelvet formáló legfontosabb erő a germán öröksége volt szókészletében, mondatszerkezetében és nyelvtanában, ami közös volt a kontinentális Európában beszélt testvérnyelveivel. Ezek közül a jellemzők közül néhány annak a nyugati germán családnak volt a sajátja, amihez az angolszász tartozik, néhány jellemzőt pedig az ősgermán nyelvből örököltek, amelyből minden germán nyelv származtatható.
Akárcsak a kor más nyugati germán nyelveiben, az óangolban is öt nyelvtani eset volt, a szokásos egyes és többes számú alakokon felül használt kettős számot is a két tagból álló csoportok megjelölésére (bár csak a személyes névmásokban). Minden főnévhez nyelvtani nemet rendelt, azokhoz is, amelyek élettelen tárgyakat jelöltek: például sēo sunne (a Nap) nőnemű volt, se mōna (a Hold) hímnemű (vö. német die Sonne és der Mond).

### Latin hatás
A művelt és írni-olvasni tudó lakosság nagy része (szerzetesek, papok stb.) tudott latinul, ami az akkori Európa lingua francája volt. Bizonyos esetekben hozzávetőleges dátumhoz lehet kötni az egyes latin szavak bekerülését az angolszászba annak alapján, hogy a nyelvi változásnak mely szakaszain mentek keresztül. A latin hatás legalább három fontos szakaszra tagolódik. Az első szakasz még a szászoknak a kontinentális Európából Angliába való vándorlása előtt zajlott le. A második akkor kezdődött, amikor az angolszászok felvették a kereszténységet és megjelentek a latinul beszélő papok. A latin eredetű szavak a harmadik és egyben legnagyobb hulláma az 1066-os normann hódítást követte, amikor óriási számú normann szó került a nyelvbe. Ezeknek az észak-francia (langue d'oïl) szavaknak a többsége ugyanis végső soron a klasszikus latinból származott, bár jócskán voltak köztük óészaki eredetű szavak is. A normann hódítás hozzávetőleg megjelöli az angolszász korszak végét, a 12. században a nyelv átadja helyét a középangolnak.
További változások mozgatója volt a futhorcnak vagy fuþorcnak nevezett rúnaírásból a latin ábécébe való átmenet, ami szintén jelentősen befolyásolta a nyelvet. Az angolszász szavakat betűről betűre úgy írták le, ahogy ejtették őket; a sok mai angol szóban megtalálható néma betűket, mint a knight (lovag, ejtsd nájt) k-ját, az angolszászban (cniht) valóban kiejtették. A szavak fonetikus betűzésének egy másik mellékhatása, hogy egyazon szó írásmódja rendkívül változó volt – egy szó írásképe tükrözte az egyes nyelvjárások hangtani különbségeit és az író egyéni választását, ezáltal nagy eltérések figyelhetők meg az egyes szerzők, sőt akár egyazon szerző különböző munkái között. Például az and (és) szót írták andnek és ondnak is.
Az angolszász írásmód tehát zavarosabbnak tetszik, mint a mai angol helyesírás, bár legalább törekszik rá, hogy némileg visszaadja a valódi kiejtést, míg a modern angol sok esetben nem. Manapság a legtöbb angolszász szakos diák a nyelv szabványosított változatát tanulja, és csak azután ismertetik meg őket az eltérő írásmódokkal, hogy elsajátították a nyelv alapjait.

### Viking hatás
Az angolszász jövevényszavainak második jelentős forrása a skandináv nyelv, amik a 9. és 10. századi viking inváziók során kerültek a nyelvbe. Sok helységnéven felül főleg az alapszókincsbe tartozó szavakat találunk köztük, valamint a Danelaw (viking irányítás alatti, kiterjedt birtokokból álló terület, végig Anglia és Skócia keleti partjai mentén) sajátos közigazgatási jellegét érintő szavakat. A vikingek az óészaki nyelvet beszélték, ami az angolszász rokona volt, hiszen mindkettő ugyanabból az ősi ógermán nyelvből származott.
Megszokott, hogy a különböző dialektusok beszélőinek az összevegyüléséből, – különösen politikailag békétlen időkben – egy kevert nyelv születik, és egy elmélet szerint pontosan az óészaki és angolszász nyelveknek egy ilyen keveredése gyorsította fel az esetvégződések eltűnésének folyamatát az angolszászban, vagy legalábbis hozzájárult ahhoz. Ezt megerősíteni látszik az a tény is, hogy az esetvégződések leépülése legkorábban északon következett be és legkésőbb délnyugaton, a viking hatástól legtávolabb eső területen. Akár van igazság ebben az elméletben, akár nincs, az óészaki hatás mély nyomokat hagyott az angol nyelven: innen származnak az alapszókincs olyan elemei, mint a sky (ég), leg (láb) vagy a they (ők) névmás.

### Kelta hatás
A nyelvben található csekély számú kelta jövevényszóra hivatkozva hagyományosan úgy tartják, hogy az angolt csak gyenge kelta hatás érte. A kelta jövevényszavak száma feltűnően kisebb mind a latinnál, mind a skandinávnál.
Az 1980-as évek óta egyre több szerző, köztük Hildegard Tristram érvel amellett, hogy a kelta nyelvi kapcsolat hatásai történelmileg alul vannak értékelve. A legutóbbi években kelta eredetet vélnek felfedezni egyre több angol nyelvjárási szóban. Tristram, Theo Vennemann és mások állítják, hogy a jellegzetes kelta vonások világosan kivehetőek az angolszász utáni időszakban a mondattan területén. (Forrás itt.)

### Nyelvjárások
Hogy tovább bonyolítsuk a dolgot, az angolszásznak sok nyelvjárása volt. A négy fő dialektus a következő: merciai, northumbriai (közös néven angliai), kenti, és nyugati szász. Valamennyi nyelvjárás a sziget egy-egy független királyságához köthető. Ezek közül Northumbria egészét és Mercia legnagyobb részét a 9. század folyamán elárasztották a vikingek. Mercia egy része és Kent egésze sikeresen védekeztek és ekkor egyesültek Wessex néven.
A különböző angolszász királyságok 878-as, Nagy Alfréd király által végrehajtott egyesítése után a területi dialektusok fontosságában egy észrevehető hanyatlást tapasztalunk. Nem azért, mert megszűntek létezni; a területi dialektusok később is (sőt mind a mai napig) tovább éltek, amint azt bizonyítja mind a közép-és modern angol dialektusok létezése, mind pedig a józan ész – az emberek nem kezdenek spontán módon új akcentusban beszélni, amikor egy hirtelen váltás történik a politikai hatalomban.
Mindazonáltal az angolszász időszakból fennmaradt dokumentumok zömét Wessexnek, Alfréd királyságának a dialektusában írták. Hihetőnek tűnik, hogy a hatalom megszilárdítása nyomán szükségessé vált az államhatalom nyelvének a szabványosítása, ezáltal csökkentve a királyság távolabb eső területeinek igazgatásával járó nehézségeket. Alfréd maga is szenvedélyesen pártolta a köznyelv terjesztését, és sok írnokot hozatott Wessexbe Merciából azzal az utasítással, hogy a korábban íratlan szövegeket jegyezzék le. Az egyház ugyancsak érintett volt, különösen, mivel Alfréd elindított egy nagyszabású programot a vallásos anyagok angolra fordítására. Hogy ki ne essenek a király kegyeiből, és hogy biztosítsák a lefordított anyagok legszélesebb körű terjedését, a fordítással foglalkozó szerzetesek és papok az ő nyelvjárásában dolgoztak. Úgy tűnik, maga Alfréd is fordított könyveket latinról angolra, köztük I. Gergely pápa Liber Regulae Pastoralis című értekezését a közigazgatásról.
A hatalom központosítása és a viking inváziók miatt csak kevés vagy inkább semmi írott forrás nem maradt fenn, ami a nem-wessexi dialektusok fejlődéséről tanúskodna a szigetország egyesítése után.

## Irodalom

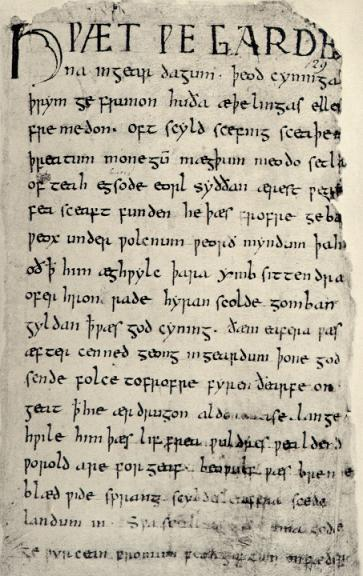
A Beowulf kéziratának első lapja

## Hangtan
A rekonstruált angolszász hangkészlet a következő.
|              | Ajakhang | Ajak-foghang | Foghang | Fogmederhang | Fogmederentúli-hang | Szájpadláshang | Torokhang | Gégehang |
| Zárhang      | p b      |              |         | t d          |                     |                | k g       |          |
| Zár-réshang  |          |              |         |              | tʃ (d͡ʒ)             |                |           |          |
| Orrhang      | m        |              |         | n            |                     |                | (ŋ)       |          |
| Réshang      |          | f (v)        | θ (ð)   | s (z)        | ʃ                   | (ç)            | (x) (ɣ)   | h        |
| Közelítőhang |          |              |         | r            |                     | j              | w         |          |
| Nyelvoldali  |          |              |         | l            |                     |                |           |          |

A táblázatban zárójelbe tett szimbólumok az alábbi hangok változatait jelölik:
- a [d͡ʒ] a /j/ hangváltozata, hosszan ejtve és /n/ hang után fordul elő
- az [ŋ] az /n/ hangváltozata, /k/ vagy /g/ előtt fordul elő
- a [v, ð, z] az /f, θ, s/ hangváltozatai, magánhangzók és zöngés mássalhangzók között fordulnak elő
- a [ç, x] a /h/ hangváltozatai, utolsó szótagban, elöl vagy hátul képzett magánhangzók után fordulnak elő
- a [ɣ] a /g/ hangváltozata, magánhangzó után fordul elő

| Egyeshangzók | Rövid | Rövid | Hosszú  | Hosszú |
| Egyeshangzók | Magas | Mély  | Magas   | Mély   |
| Zárt         | i y   | u     | iː yː   | uː     |
| Félig nyílt  | e (ø) | o     | eː (øː) | oː     |
| Nyílt        | æ     | ɑ     | æː      | ɑː     |

A magas félig nyílt kerekített magánhangzók /ø(ː)/ megvoltak néhány angolszász nyelvjárásban, de a legpontosabban ismert kései nyugati szász dialektusban nem.
| Kettőshangzók             | Rövid | Hosszú |
| Első eleme zárt           | iy    | iːy    |
| Mindkét eleme félig nyílt | eo    | eːo    |
| Mindkét eleme nyílt       | æɑ    | æːɑ    |

## Szabályozott helyesírás
Az óangolt kezdetben rúnaírással (futhorc) írták, de miután az angolszászok áttértek a kereszténységre, ezt felváltotta a néhány betűvel kiegészített latin ábécé. A yogh betűt (Ȝ, ȝ) például az írből vették át; az eth (Ð, ð) a latin d változata volt, a thorn (Þ, þ) és a wynn (Ƿ, ƿ) a futhorcból való kölcsönzések. Egy hetes számra emlékeztető karakterrel jelölték az and (és) kötőszót, és egy szimbólummal a þæt vonatkozó névmást, ami olyan, mint egy thorn betű a függőleges vonalát vízszintesen áthúzva (). Alkalmilag használtak ékezeteket magánhangzók fölött, a következő m-ek vagy n-ek rövidítéseként. Az alábbi leírásokat IPA-szimbólumokkal adjuk meg.

## Az ábécé
- a: /ɑ/ (helyesírási különbségek, mint például land/lond "föld" alapján feltételezik, hogy volt egy kerekített változata [ɒ], ami [n] hang előtt jelent meg)
- ā: /ɑː/
- æ: /æ/
- ǣ: /æː/
- b: /b/
- c (az sc és cg betűkapcsolatok kivételével): /tʃ/ vagy /k/. A /tʃ/-kiejtést a mai szerkesztők néha ékezettel jelölik: általában ċ-vel, néha č-vel vagy ç-vel. Mássalhangzó előtt a kiejtés mindig /k/; szó végén i után mindig /tʃ/. Más esetekben a történeti nyelvészeti ismeretekre van szükség, hogy eldönthessük, melyik kiejtés helyes.
- cg: [dd͡ʒ] (a hosszan ejtett /jj/ változata); esetlegesen a /gg/-é is
- d: /d/
- ð/þ: /θ/ és ennek [ð] változata. A két betű többé-kevésbé felcserélhető volt (szó elején nem használták a ð betűt, de ezt a szabályt semmi esetre sem követték mindenhol). Sok mai szerkesztő ugyanúgy használja a két jelet, ahogy az eredeti kéziratokban szerepelnek, de vannak, akik valamilyen módon szabályozni szeretnék a használatukat, például csak a þ-t tartják meg.
- e: /e/
- ē: /eː/
- ea: /æɑ/; ċ és ġ után néha /æ/ vagy /ɑ/
- ēa: /æːɑ/; ċ és ġ után néha /æː/
- eo: /eo/; ċ és ġ után néha /o/
- ēo: /eːo/
- f: /f/ és [v] változata
- g: /g/és [ɣ] változata; /j/ és [d͡ʒ] változata (n után). A /j/ és [d͡ʒ] kiejtést a mai szerkesztők néha ġ-nek vagy ȝ-nek írják. Mássalhangzó előtt a kiejtés mindig [g] (szó elején) vagy [ɣ] (magánhangzó után). Szó végén i után mindig /j/. Más esetekben a történeti nyelvészeti ismeretekre van szükség, hogy eldönthessük, melyik kiejtés helyes.
- h: /h/ és [ç, x] változatai. A hl, hr, hn and hw betűkapcsolatokban a második betű biztosan zöngétlen volt.
- i: /i/
- ī: /iː/
- ie: /iy/; ċ és ġ után néha /e/
- īe: /iːy/; ċ és ġ után néha /eː/
- k: /k/ (ritkán fordul elő)
- l: /l/; akár a modern angolban, utolsó szótagban valószínűleg szájpadláshang volt
- m: /m/
- n: /n/ és [ŋ] változata
- o: /o/
- ō: /oː/
- oe: /ø/ (dialektusokban)
- ōe: /øː/ (dialektusokban)
- p: /p/
- q: /k/ u előtt a /w/ félhangzó jele, de ritkán használták, inkább a középangolra jellemző. Az óangol a cƿ betűkapcsolatot használta, vagy modern nyomtatásban a cw-t.
- r: /r/; az r pontos természete nem ismert. Lehet, hogy fogmederben képzett közelítőhang volt [ɹ], mint a legtöbb modern angol nyelvjárásban, talán kopogó- [ɾ] vagy pergőhang [r].
- s: /s/ és [z] változata
- sc: /ʃ/ vagy esetlegesen /sk/
- t: /t/
- u: /u/
- ū: /uː/
- ƿ (wynn): /w/, nyomtatásban w-re cserélik, hogy ne legyen összetéveszthető a p-vel.
- x: /ks/ (de néhány szerző szerint [xs ~ çs])
- y: /y/
- ȳ: /yː/
- z: /ts/. Ritkán fordul elő, inkább a ts betűkapcsolatot használták, például bezt helyett betst (legjobb /betst/).

A dupla mássalhangzókat hosszan ejtjük; a hosszú ðð/þþ, ff and ss réshangok sosem zöngések.

## Alaktan
A modern angoltól eltérően az angolszász nyelv igen gazdag alaktannal rendelkezett. Több elhatárolható nyelvtani esete volt: alanyeset, tárgyeset, birtokos eset, részes eset és  eszközhatározói eset, melyeknek maradványai ma már csak néhány névmásban ismerhetők fel. A modern angolban ezeket az eseteket pusztán a mondatban szereplő viszony, vagy segédleges prepozíció (to, of) határozza meg.

### Névelő ragozása
Az óangol nyelvben a határozott névelő megegyezett a távolra mutató névmással (that), melynek alakjai se, þæt, sēo, többes számban þa, amelyet alany-, tárgy-, részes-, birtokos s eszközhatározói esetekben ragozunk. Határozatlan névelő az óangol nyelvben nem létezett.
| Alanyeset           | se      | þæt     | sēo  | þā         |
| Tárgyeset           | þone    | þæt     | þā   | þā         |
| Birtokos eset       | þæs     | þæs     | þǣre | þāra, þǣra |
| Részes eset         | þǣm     | þǣm     | þǣre | þǣm, þām   |
| Eszközhatározó eset | þȳ, þon | þȳ, þon | –    | –          |

### Főnevek
Az óangol főneveket ragozásuk alapján – akárcsak a német nyelvben – megkülönböztetünk erős és gyenge főneveket.

### Erős főnevek
Az erős főnevek ragozásánál, ha azok semleges vagy nőneműek, figyelembe kell venni azt is, hogy maga a szótő időmértéke hosszú vagy rövid-e (attól lesz rövid egy szótő, hogy a szótag magánhangzója nem hosszú, és a szótag végén nem torlódik egynél több mássalhangzó, más esetben hosszúnak számít). Például az erős semleges főnevek többes száma -u végződést vesz fel, ha rövid időmértékű volt („hajó(t)” > „hajók(at)”: scip > scipu), ha nem, akkor nem vett fel semmit („dolog (dolgok)” > „dolgot (dolgokat)”: þing > þing). Ugyanez a helyzet a nőneműeknél: hosszú időmértékű tőnél többes szám tárgyesetben -a mellett -e végződést is felvehet, míg rövidnél csak az -a végződést („ajándék(ot)” > „ajándékok(at)”: ġiefu > ġiefa; „gondot” > „gondokat”: sorge > sorge, sorga).

### Erős főnevek szabályos végződései
| Az erős főnevek ragjai | Az erős főnevek ragjai | Az erős főnevek ragjai | Az erős főnevek ragjai | Az erős főnevek ragjai | Az erős főnevek ragjai | Az erős főnevek ragjai |
| Eset                   | Hímnem                 | Hímnem                 | Semlegesnem            | Semlegesnem            | Nőnem                  | Nőnem                  |
| ---------------------- | ---------------------- | ---------------------- | ---------------------- | ---------------------- | ---------------------- | ---------------------- |
| Eset                   | Egyes szám             | Többes szám            | Egyes szám             | Többes szám            | Egyes szám             | Többes szám            |
| Alanyeset              | –                      | -as                    | –                      | -u/–                   | -u/–                   | -a                     |
| Tárgyeset              | –                      | -as                    | –                      | -u/–                   | -e                     | -a, -e                 |
| Birtokos eset          | -es                    | -a                     | -es                    | -a                     | -e                     | -a                     |
| Részes eset            | -e                     | -um                    | -e                     | -um                    | -e                     | -um                    |

### Példák
| Erős ragozásra példaszavak | Erős ragozásra példaszavak | Erős ragozásra példaszavak | Erős ragozásra példaszavak | Erős ragozásra példaszavak | Erős ragozásra példaszavak | Erős ragozásra példaszavak |
| Eset                       | Hímnem engel „angyal”      | Hímnem engel „angyal”      | Semlegesnem scip „hajó”    | Semlegesnem scip „hajó”    | Nőnem giefu „ajándék”      | Nőnem giefu „ajándék”      |
| -------------------------- | -------------------------- | -------------------------- | -------------------------- | -------------------------- | -------------------------- | -------------------------- |
| Eset                       | Egyes szám                 | Többes szám                | Egyes szám                 | Többes szám                | Egyes szám                 | Többes szám                |
| Alanyeset                  | engel („angyal”)           | englas                     | scip („hajó”)              | scipu                      | giefu („ajándék”)          | giefa                      |
| Tárgyeset                  | engel                      | englas                     | scip                       | scipu                      | giefe                      | giefa                      |
| Birtokos eset              | engles                     | engla                      | scipes                     | scipa                      | giefe                      | giefa                      |
| Részeseset                 | engle                      | englum                     | scipe                      | scipum                     | giefe                      | giefum                     |

### Rendhagyó erős főnevek

#### Umlaut
A germán nyelvek jellegzetes magánhangzó-változása az umlaut, ami a leggyakoribb tőhangváltozás a germán nyelvek főneveinél, mint pl. a németnél. Sőt még a modern angol alapszavainak többes számában is megtalálható. A tőhangváltó főnevek szabályos ragozása az óangolban, amit nem mindig tartanak be (máskülönben teljes egészében a szabályos erős igék ragozását követik), az, hogy egyes számban (birtokos és részesesetben umlautosan), és többes szám alany- és tárgyeseténél a főnevek szintén umlautos alakban ragozatlanok maradnak. A többi esetben az erős igék szerint rendesen ragozódnak. Gyakori példák:
Hímneműek közül:
- mann > menn – „férfi, ember” (modern angol: man; tsz. men)
- frēond > frīend – „barát” (modern angol: friend)
- fēond > fīend – „ellenség” (modern angol: fiend; enemy)
- fōt > fēt – „lábfej” (modern angol: foot; tsz. feet)
- tōþ > tēþ – „fog” (modern angol: tooth; tsz. teeth)

Nőneműek:
- mūs > mȳs – „egér” (modern angol: mouse; tsz. mice)
- lūs > lȳs – „tetű” (modern angol: louse; tsz. lice)
- burg > byriġ – „vár, város” (vö. német: Burg > Bürger)
- āc > ǣċ – „tölgyfa” (modern angol: oak)
- gāt > gǣt – „kecske” (modern angol: goat)
- gōs > gēs – „liba” (modern angol: goose; tsz. geese)
- neaht > niht – „éjszaka” (modern angol: night)
- hnutu > hnyte – „dió, mogyoró” (modern angol: nut)
- bōc > bēċ – „könyv” (modern angol: book)
- turf > tyrf – „gyep” (modern angol: turf)
- cū > cȳ – „tehén” (modern angol: cow)
- furh > fyrh – „fenyő” (modern angol: furrow, fir)
- þrūh > þrȳh – „teknő” (modern angol: trough)

Semlegesneműek:
- scrūd > scrȳd – „ruha”

| Erős ragozásra példaszavak | Erős ragozásra példaszavak | Erős ragozásra példaszavak | Erős ragozásra példaszavak | Erős ragozásra példaszavak | Erős ragozásra példaszavak | Erős ragozásra példaszavak |
| Eset                       | Hímnem mann 'férfi, ember' | Hímnem mann 'férfi, ember' | Nőnem neaht 'éjszaka'      | Nőnem neaht 'éjszaka'      | Nőnem mūs 'egér'           | Nőnem mūs 'egér'           |
| -------------------------- | -------------------------- | -------------------------- | -------------------------- | -------------------------- | -------------------------- | -------------------------- |
| Eset                       | Egyes szám                 | Többes szám                | Egyes szám                 | Többes szám                | Egyes szám                 | Többes szám                |
| Alanyeset                  | mann (férfi, ember)        | menn                       | neaht (éjszaka)            | nieht                      | mūs (egér)                 | mȳs                        |
| Tárgyeset                  | mann                       | menn                       | neaht                      | nieht                      | mūs                        | mȳs                        |
| Birtokos eset              | menn                       | manna                      | nieht                      | neahta                     | mȳs                        | mūsa                       |
| Részeseset                 | menn                       | mannum                     | nieht                      | meahtum                    | mȳs                        | mūsum                      |

#### W-deklináció
| W-deklinációs főnevek | W-deklinációs főnevek      | W-deklinációs főnevek      | W-deklinációs főnevek | W-deklinációs főnevek | W-deklinációs főnevek | W-deklinációs főnevek |
| Eset                  | Semleges nem smeoru 'zsír' | Semleges nem smeoru 'zsír' | Nőnem sinu 'ín'       | Nőnem sinu 'ín'       | Nőnem lǣs 'legelő'    | Nőnem lǣs 'legelő'    |
| --------------------- | -------------------------- | -------------------------- | --------------------- | --------------------- | --------------------- | --------------------- |
| Eset                  | Egyes szám                 | Többes szám                | Egyes szám            | Többes szám           | Egyes szám            | Többes szám           |
| Alanyeset             | smeoru                     | smeoru                     | sinu                  | sinwa                 | lǣs                   | lǣswa                 |
| Tárgyeset             | smeoru                     | smeoru                     | sinwe                 | sinwa, -e             | lǣswe                 | lǣswa, -e             |
| Birtokos eset         | smeorwes                   | smeorwa                    | sinwe                 | sinwa                 | lǣswe                 | lǣswa                 |
| Részes eset           | smeorwe                    | smeorwum                   | sinwe                 | sinwum                | lǣswe                 | lǣswum                |

#### U-deklinációs főnevek
| Egyes szám    | Többes szám | Egyes szám | Többes szám |        |
| Alanyeset     | sunu        | suna       | feld        | felda  |
| Tárgyeset     | sunu        | suna       | feld        | felda  |
| Birtokos eset | suna        | suna       | felda       | felda  |
| Részes eset   | suna        | sunum      | felda       | feldum |

#### Egyéb
Egyes esetekben, ha a szó egyszótagú, és azt egy rövid æ képezi, akkor többes számban a betűre alakul át.
| dæġ 'nap' m.  |            |             |
| Eset          | Egyes szám | Többes szám |
| Alanyeset     | dæġ        | dagas       |
| Tárgyeset     | dæġ        | dagas       |
| Birtokos eset | dæġes      | daga        |
| Részes eset   | dæġe       | dagum       |

| Egyes szám    | Többes szám | Egyes szám | Többes szám |        |
| Alanyeset     | ende        | endas      | stȳle       | stȳlu  |
| Tárgyeset     | ende        | endas      | stȳle       | stȳlu  |
| Birtokos eset | endes       | enda       | stȳles      | stȳla  |
| Részes eset   | ende        | endum      | stȳle       | stȳlum |

#### Rokoni kapcsolatot kifejező főnevek
| Rokoni kapcsolatot kifejező főnevek | Rokoni kapcsolatot kifejező főnevek | Rokoni kapcsolatot kifejező főnevek | Rokoni kapcsolatot kifejező főnevek | Rokoni kapcsolatot kifejező főnevek | Rokoni kapcsolatot kifejező főnevek | Rokoni kapcsolatot kifejező főnevek | Rokoni kapcsolatot kifejező főnevek | Rokoni kapcsolatot kifejező főnevek | Rokoni kapcsolatot kifejező főnevek | Rokoni kapcsolatot kifejező főnevek |
| Eset                                | Hímnem fæder 'apa'                  | Hímnem fæder 'apa'                  | Hímnem brōðor 'fiútestvér'          | Hímnem brōðor 'fiútestvér'          | Nőnem mōdor 'anya'                  | Nőnem mōdor 'anya'                  | Nőnem sweostor 'lánytestvér'        | Nőnem sweostor 'lánytestvér'        | Nőnem dohtor 'lánya valakinek'      | Nőnem dohtor 'lánya valakinek'      |
| ----------------------------------- | ----------------------------------- | ----------------------------------- | ----------------------------------- | ----------------------------------- | ----------------------------------- | ----------------------------------- | ----------------------------------- | ----------------------------------- | ----------------------------------- | ----------------------------------- |
| Eset                                | Egyes szám                          | Többes szám                         | Egyes szám                          | Többes szám                         | Egyes szám                          | Többes szám                         | Egyes szám                          | Többes szám                         | Egyes szám                          | Többes szám                         |
| Alanyeset                           | fæder                               | fæd(e)ras                           | brōðor                              | (ge)brōðor                          | mōdor                               | mōdra/mōdru                         | sweostor                            | (ge)sweostor, -tru, -tra            | dohtor                              | dohtor                              |
| Tárgyeset                           | fæder                               | fæd(e)ras                           | brōðor                              | (ge)brōðor                          | mōdor                               | mōdra/mōdru                         | sweostor                            | (ge)sweostor, -tru, -tra            | dohtor                              | dohtor                              |
| Birtokos eset                       | fæder                               | fæd(e)ra                            | brōðor                              | (ge)brōðra                          | mōdor                               | mōdra                               | sweostor                            | (ge)sweostra                        | dohtor                              | dohtra                              |
| Részeseset                          | fæder                               | fæderum                             | brēðer                              | (ge)brōðrum                         | mēder                               | mōdrum                              | sweostor                            | (ge)sweostrum                       | dehter                              | dohtrum                             |

### Gyenge főnevek
Gyengének nevezzük az óangol nyelvben azokat a főneveket, melyeknek végződései az egyes szám alanyesetet (semlegesnem esetén az egyes szám tárgyesetet is), és a többes szám részes ill. birtokos esetet leszámítva megegyeznek.

#### Gyenge főnevek ragjai
| Gyenge Főnevek Ragjai | Gyenge Főnevek Ragjai | Gyenge Főnevek Ragjai | Gyenge Főnevek Ragjai | Gyenge Főnevek Ragjai | Gyenge Főnevek Ragjai | Gyenge Főnevek Ragjai |
| Eset                  | Hímnem                | Hímnem                | Semlegesnem           | Semlegesnem           | Nőnem                 | Nőnem                 |
| --------------------- | --------------------- | --------------------- | --------------------- | --------------------- | --------------------- | --------------------- |
| Eset                  | Egyes szám            | Többes szám           | Egyes szám            | Többes szám           | Egyes szám            | Többes szám           |
| Alanyeset             | -a                    | -an                   | -e                    | -an                   | -e                    | -an                   |
| Tárgyeset             | -an                   | -an                   | -e                    | -an                   | -an                   | -an                   |
| Birtokos eset         | -an                   | -ena                  | -an                   | -ena                  | -an                   | -ena                  |
| Részes eset           | -an                   | -um                   | -an                   | -um                   | -an                   | -um                   |

#### Példák
| Example of the Weak Noun Declension for each Gender | Example of the Weak Noun Declension for each Gender | Example of the Weak Noun Declension for each Gender | Example of the Weak Noun Declension for each Gender | Example of the Weak Noun Declension for each Gender | Example of the Weak Noun Declension for each Gender | Example of the Weak Noun Declension for each Gender |
| Eset                                                | Hímnem nama 'name'                                  | Hímnem nama 'name'                                  | Semlegesnem ēage 'eye'                              | Semlegesnem ēage 'eye'                              | Nőnem tunge 'tongue'                                | Nőnem tunge 'tongue'                                |
| --------------------------------------------------- | --------------------------------------------------- | --------------------------------------------------- | --------------------------------------------------- | --------------------------------------------------- | --------------------------------------------------- | --------------------------------------------------- |
| Eset                                                | Egyes szám                                          | többes szám                                         | Egyes szám                                          | Többes szám                                         | Egyes szám                                          | Többes szám                                         |
| Alanyeset                                           | nama (név)                                          | naman                                               | ēaġe (szem)                                         | ēagan                                               | tunge (nyelv)                                       | tungan                                              |
| Tárgyeset                                           | naman                                               | naman                                               | ēaġe                                                | ēagan                                               | tungan                                              | tungan                                              |
| Birtokos eset                                       | naman                                               | namena                                              | ēagan                                               | ēaġena                                              | tungan                                              | tungena                                             |
| Részes eset                                         | naman                                               | namum                                               | ēagan                                               | ēagum                                               | tungan                                              | tungum                                              |

## Tévhitek
Az óangol szót gyakran, de hibásan az angol nyelv valamennyi, a modern angol előtti formájára is értik. A kifejezés azonban nem vonatkozik a korai modern angol különböző változataira, amivel például Shakespeare-nél vagy a King James Bible-ben találkozhatunk, sem pedig a középangolra, Chaucer és kortársai nyelvére. Az alábbi idővonal folyamatában láttatja az angol nyelv történetét. A dátumok csak hozzávetőlegesek, hiszen helytelen lenne kijelenteni, hogy 1099-ben mindenki felhagyott az angolszász beszéddel, és 1100. újév napján úgy ébredt fel, hogy középangolul beszélt. A nyelvi változás fokozatos, fordulópontjait nem lehet olyan könnyen meghatározni, mint a történelmi vagy politikai eseményeket.
| 450–1100  | óangol (angolszász) – a Beowulf nyelve.                          |
| 1100–1500 | középangol – Chaucer nyelve.                                     |
| 1500–1650 | korai modern angol (vagy reneszánsz angol) – Shakespeare nyelve. |
| 1650–     | modern angol – a mai beszélt angol nyelv.                        |

## Példaszöveg
A Miatyánk a szabványosított nyugati szász irodalmi nyelven:
Fæder ure þu þe eart on heofonum,
si þin nama gehalgod.
to becume þin rice,
gewurþe ðin willa, on eorðan swa swa on heofonum.
urne gedæghwamlican hlaf syle us todæg,
and forgyf us ure gyltas, swa swa we forgyfað urum gyltendum.
and ne gelæd þu us on costnunge, ac alys us of yfele. soþlice.